# Heinrich Heine
Christian Johann Heinrich Heine [ˌkʀ̥ɪsti̯ɑn ʝoˌɦan ˌɦa͡ɪ̯nrɪç ˈha͡ɪ̯nə] (Düsseldorf, 13 de desembre de 1797 - París, 17 de febrer de 1856), nascut com a Harry Heine, és un dels poetes alemanys romàntics més importants. També va exercir la crítica literària.
Fora d'Alemanya és més conegut per la seva primera poesia lírica, que va ser musicada en forma de Lieder (cançons d'art) per compositors com Robert Schumann i Franz Schubert. Els versos i la prosa posteriors de Heine es distingeixen pel seu enginy i ironia satírics. Se'l considera membre del moviment Jove Alemanya. Les seves opinions polítiques radicals van fer que moltes de les seves obres fossin prohibides per les autoritats alemanyes, cosa que, però, només va augmentar la seva fama. Va passar els últims 25 anys de la seva vida com a expatriat a París.

## Primers anys
Heine nasqué en una família jueva assimilada de la ciutat de Düsseldorf a Alemanya, al que llavors era el Ducat de Berg, en el si d'una família jueva. Va ser anomenat "Harry" durant la infància, però va ser conegut com "Heinrich" després de la seva conversió al cristianisme luterà el 1825. El seu pare, Samson Heine (1764–1828), va ser un comerciant tèxtil. La seva mare Peira de soltera van Geldern (coneguda com "Betty Heine") (1771–1859) era filla del metge Gottschalk van Geldern (1726–1795). Heinrich era el gran de quatre germans.
Son pare durant l'ocupació francesa, veié noves oportunitats per als jueus. Quan el negoci de son pare va fer fallida, Heine fou enviat a Hamburg, on son oncle Salomon, un ric banquer, l'encoratjà a començar una carrera comercial. Tanmateix, el negoci va fracassar, i decidí estudiar Dret a les universitats de Göttingen, Bonn i Berlín. Hi va descobrir que el seu autèntic interès era la literatura, tot i que va obtenir el títol el 1825, alhora que es convertí al protestantisme. Això fou necessari a causa del fet que en aquella època hi havia fortes prohibicions pels jueus en molts estats alemanys, especialment pel que feia a exercir algunes professions, com l'ensenyament universitari, que atreia molt Heine. Com ell mateix va dir justificant la seva decisió, la seva conversió fou «el bitllet d'admissió a la cultura europea», encara que alguns com el seu cosí Giacomo Meyerbeer no van haver de fer aquest canvi. Aquesta doble identitat alemanya i jueva va mantenir-se durant tota la vida del poeta.
Heine és especialment conegut per la seva poesia lírica, gran part de la qual va ser utilitzada per compositors de lieds, especialment Robert Schumann, i especialment les seves primeres obres. Altres músics que el van honorar així foren Richard Wagner, Franz Schubert, Felix Mendelssohn, Fanny Mendelssohn, Hugo Wolf i Johannes Brahms, i al segle xx Hans Werner Henze i Lord Berners.
També inspirat artistes del jazz. El1964, el Quartet Attila Zoller ha publicat una sèrie de poemes de Heine, recitats per Gerd Westphal, a Hamburg, amb acompanyament jazz. Ofereixen un bon resum de la seva manera d'entendre el món i la funció de la literatura.
Com a poeta, Heine debutà amb Gedichte (‘Poemes') el 1821. El seu amor apassionat i secret per les seves cosines Amàlia i Teresa li inspirà obres com Buch der Lieder (‘Llibre de cançons', 1827), la seva primera recopilació de versos.

## Anys de París
Heine va emigrar cap a París el 1831. Hi va conèixer alguns socialistes utòpics, com els seguidors del Comte de Saint-Simon, que advocaven per crear un paradís igualitari i sense classes, basat en la meritocràcia. El poeta romangué a la ciutat la resta de la seva vida, excepte una breu visita a Alemanya el 1843. Les autoritats del seu país prohibiren les serves obres i les d'altres considerats propers al moviment de la Jove Alemanya el 1835.
Tot i això, Heine va continuar comentant la societat i política alemanyes. Va escriure Deutschland. Ein Wintermärchen (Alemanya. Un conte d'hivern), un resum de la seva visita a Alemanya l'any anterior i del clima polític que hi havia trobat. El seu amic Karl Marx el va publicar al seu diari Vorwärts (‘Endavant’). Heine també va satiritzar sobre les propostes utòpiques dels alemanys contraris al seu govern en Atta Troll: Ein Sommernachstraum (Atta Troll: Un somni d'una nit d'estiu’), el 1847.
L'escriptor també va expressar emotivament l'experiència de l'exili al seu poema In der Fremde (‘Lluny de casa’). Heine patí de diferents mals que el mantingueren al llit els últims vuit anys de vida. Segons les fons, hauria patit esclerosi múltiple o sífilis. Morí a París, i és sebollit al cementiri de Montmartre.
Quan els nazis van fer un gran foc amb llibres a la plaça Opernplatz de Berlín el 1933, hi van cremar els seus llibres. A la tragèdia Almansor, publicat el 1821 havia previst aquesta deriva:«Allà on es cremen llibres, tard o d'hora s'hi cremaran homes».

## Llegat
Entre els milers de llibres cremats a l'Opernplatz de Berlín l'any 1933, arran de l'atac nazi a l'Institut für Sexualwissenschaft, hi havia obres d'Heinrich Heine. Per commemorar l'esdeveniment, es va gravar al terra d'aquest lloc una de les frases més famoses de l'obra de teatre Almansor de Heine de 1821, pronunciada pel musulmà Hassan en saber que els conqueridors cristians van cremar l'Alcorà al mercat de Granada. La frase diu: "Das war ein Vorspiel nur, dort wo man Bücher verbrennt, verbrennt man auch am Ende Menschen." ("Això no era més que un preludi; on cremen llibres, finalment també cremaran la gent".)
La North American Heine Society es va formar el 1982.

### Heine a l'Alemanya nazi
Els escrits de Heine no agradaven als nazis i un dels seus portaveus polítics, el Völkischer Beobachter, va fer esforços notables per atacar-lo. Dins el panteó de la "intel·lectualitat cultural jueva" escollida per a la demonització antisemita, potser ningú va rebre més atacs nacionalsocialistes que Heinrich Heine. Quan es va completar un monument a Heine el 1926, el diari es va lamentar que Hamburg hagués erigit un "Monument jueu a Heine i Damasc... on havia governat Alljuda !".
Els editors del Völkischer Beobachter es van referir a l'escriptura de Heine com a degenerada en múltiples ocasions, igual que Alfred Rosenberg. En conseqüència, com a part de l'esforç per descartar i ocultar la contribució jueva a l'art i la cultura alemanya, tots els monuments de Heine van ser eliminats o destruïts durant l'Alemanya nazi i els llibres de Heine van ser suprimits i, a partir de 1940, prohibits.
La popularitat de moltes cançons a les lletres de Heine va representar un problema per a la política de censura i es van discutir propostes com ara prohibicions o reescriure les lletres. Tanmateix, en contrast amb una afirmació que es fa sovint, no hi ha proves que poemes com "Die Lorelei" s'incloguessin en antologies signades per un "autor desconegut".

### Música
Molts compositors han musicat les obres de Heine. Entre aquests hi ha Robert Schumann (especialment el seu cicle de Lieder Dichterliebe), Friedrich Silcher (que va escriure una obra amb "Die Lorelei", un dels poemes més coneguts de Heine), Franz Schubert, Franz Liszt, Felix Mendelssohn, Fanny Mendelssohn, Johannes Brahms , Hugo Wolfy, Tchayotsky Edwardi, P. MacDowell, Clara Ross, Elise Schlick, Elise Schmezer, Sophie Seipt, Charlotte Sporleder, Maria Anna Stubenberg, Pauline Volkstein, Clara Schumann i Richard Wagner; i al segle XX Lord Berners, Yehezkel Braun, Hans Werner Henze, Paul Lincke, Nikolai Medtner, Carl Orff, Harriet P. Sawyer, Marcel Tyberg i Lola Carrier Worrell.
L'obra de Heine William Ratcliff es va utilitzar per al llibret d'òperes de César Cui ( William Ratcliff ) i Pietro Mascagni ( Guglielmo Ratcliff ). Frank Van der Stucken va compondre un "pròleg simfònic" a la mateixa obra.
El 1964, Gert Westphal i el Quartet Attila-Zoller van publicar el vinil "Heinrich Heine Lyrik und Jazz". El 2006 Philips/Universal va llançar una republicació en CD.
Wilhelm Killmayer va col·locar 37 dels seus poemes al seu llibre de cançons Heine-Lieder, subtitulat Ein Liederbuch nach Gedichten von Heinrich Heine, l'any 1994.
I Met Heine on the Rue Fürstemberg, de Morton Feldman, es va inspirar en una visió que tenia del mort Heine mentre caminava pel vell barri de Heine a París: "Un matí d'hora a París caminava pel petit carrer de la riba esquerra on hi ha l'estudi de Delacroix, tal com era fa més d'un segle. Un refugiat d'Alemanya no havia canviat res al carrer. I vaig veure a Heine a la cantonada, caminant cap a mi, vaig tenir aquest sentiment intens per ell, ja ho vaig veure, vaig tornar a casa i vaig escriure la meva obra.

### Controvèrsia
A la dècada de 1890, enmig d'una gran manifestació d'afecte per Heine abans del centenari del seu naixement, es van fer plans per honrar a Heine amb un memorial. Van ser fortament recolzats per una de les més grans admiradores de Heine, Elisabet de Baviera, emperadriu d'Àustria. L'emperadriu va encarregar una estàtua a l'escultor Louis Hasselriis. Aquesta estàtua, originalment situada a Achilleion, el palau de l'emperadriu Elisabeth a Corfú, va ser posteriorment retirada per Guillem II després d'adquirir Achilleion el 1907, però finalment va trobar una llar a Toulon. Això es va convertir en la inspiració de la pel·lícula-poema de Tony Harrison de 1992, The Gaze of the Gorgon.
Es va encarregar un altre monument, una font esculpida, per a Düsseldorf . Mentre que al principi el pla va rebre una allau d'entusiasme, el concepte es va anar enfonsant gradualment en la crítica antisemita, nacionalista i religiosa; i quan es va acabar la font, no hi havia lloc on posar-la. Gràcies a la intervenció d'activistes germanoamericans, el monument va ser finalment transplantat al Bronx, a Nova York (a Filadèlfia ja en 1855 es va imprimir l'edició completa de les obres de Heine en llengua alemanya). Tot i que el monument es coneix en anglès com la Font de Lorelei, els alemanys es refereixen a ell com el Memorial Heinrich Heine. A més, després d'anys de controvèrsia, la Universitat de Düsseldorf va ser nomenada Universitat Heinrich Heine. Avui la ciutat honora el seu poeta amb un bulevard (Heinrich-Heine-Allee) i un monument modern.
A Israel, l'actitud envers Heine ha estat durant molt de temps objecte de debat entre els laïcs, que el compten entre les figures més destacades de la història jueva, i els religiosos que consideren la seva conversió al cristianisme com un acte de traïció imperdonable.

## Obres seleccionades
- Gedichte, 1821
- Tragödien, nebst einem lyrischen Intermezzo, 1823
- Reisebilder, 1826-31
- Die Harzreise, 1826
- Ideen, das Buch le Grand, 1827
- Englische Fragmente, 1827
- Buch der Lieder, 1827
- Französische Zustände, 1833
- Zur Geschichte der neueren schönen Literatur in Deutschland, 1833
- Die romantische Schule, 1836
- Der Salon, 1836-40
- Über Ludwig Börne, 1840
- Neue Gedichte, 1844 - New Poems
- Deutschland. Ein Wintermärchen, 1844 - Germany
- Atta Troll. Ein Sommernachtstraum, 1847
- Romanzero, 1851
- Der Doktor Faust, 1851
- Les Dieux en Exil, 1853
- Die Harzreise, 1853
- Lutezia, 1854
- Vermischte Schriften, 1854
- Letzte Gedichte und Gedanken, 1869
- Sämtliche Werke, 1887-90 (7 Vols.)
- Sämtliche Werke, 1910-20
- Sämtliche Werke, 1925-30
- Werke und Briefe, 1961-64
- Sämtliche Schriften, 1968

## Galeria

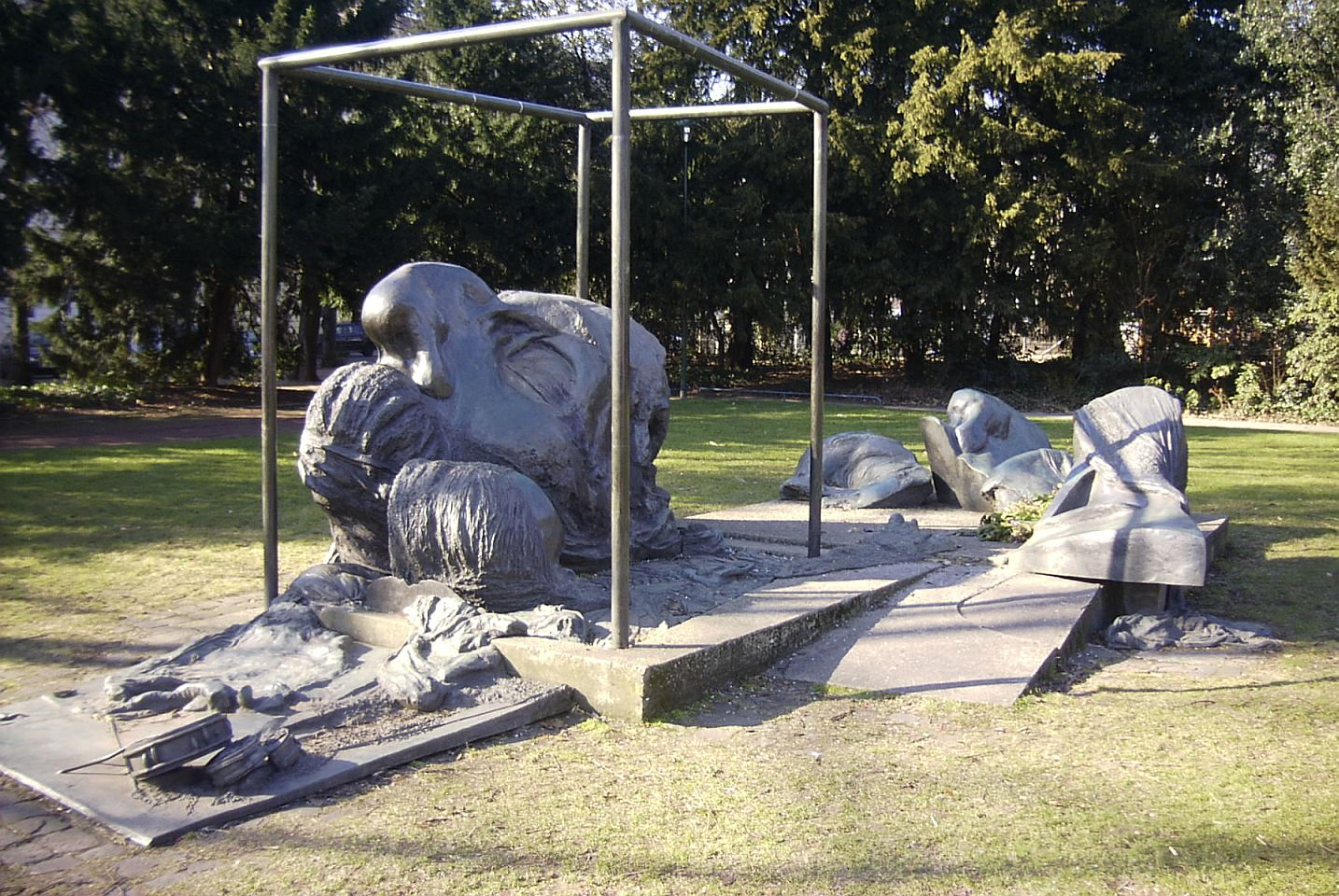
Monument a Heine a Düsseldorf
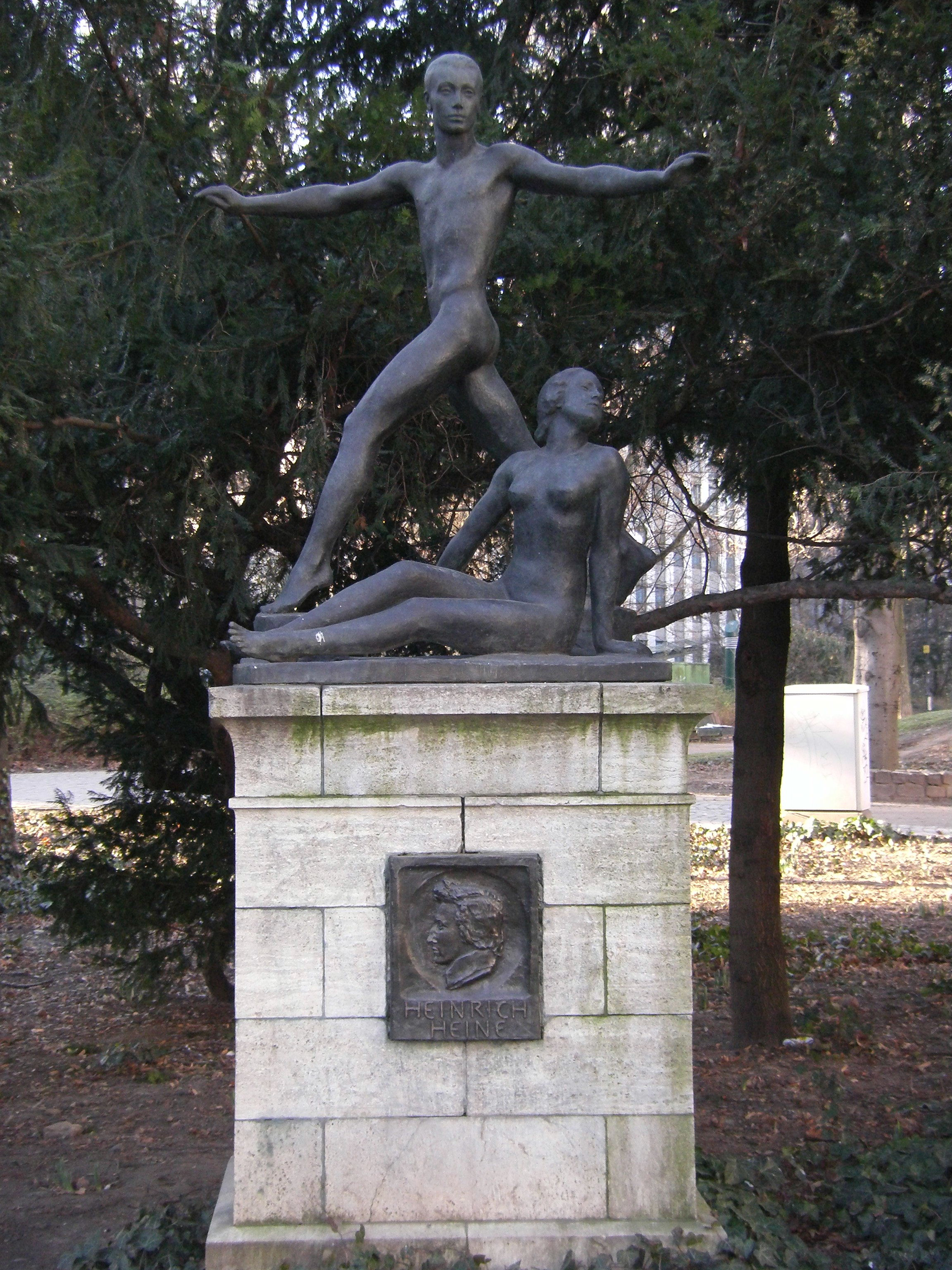
Monument a Heine a Frankfurt, l'únic d'Alemanya anterior a 1945
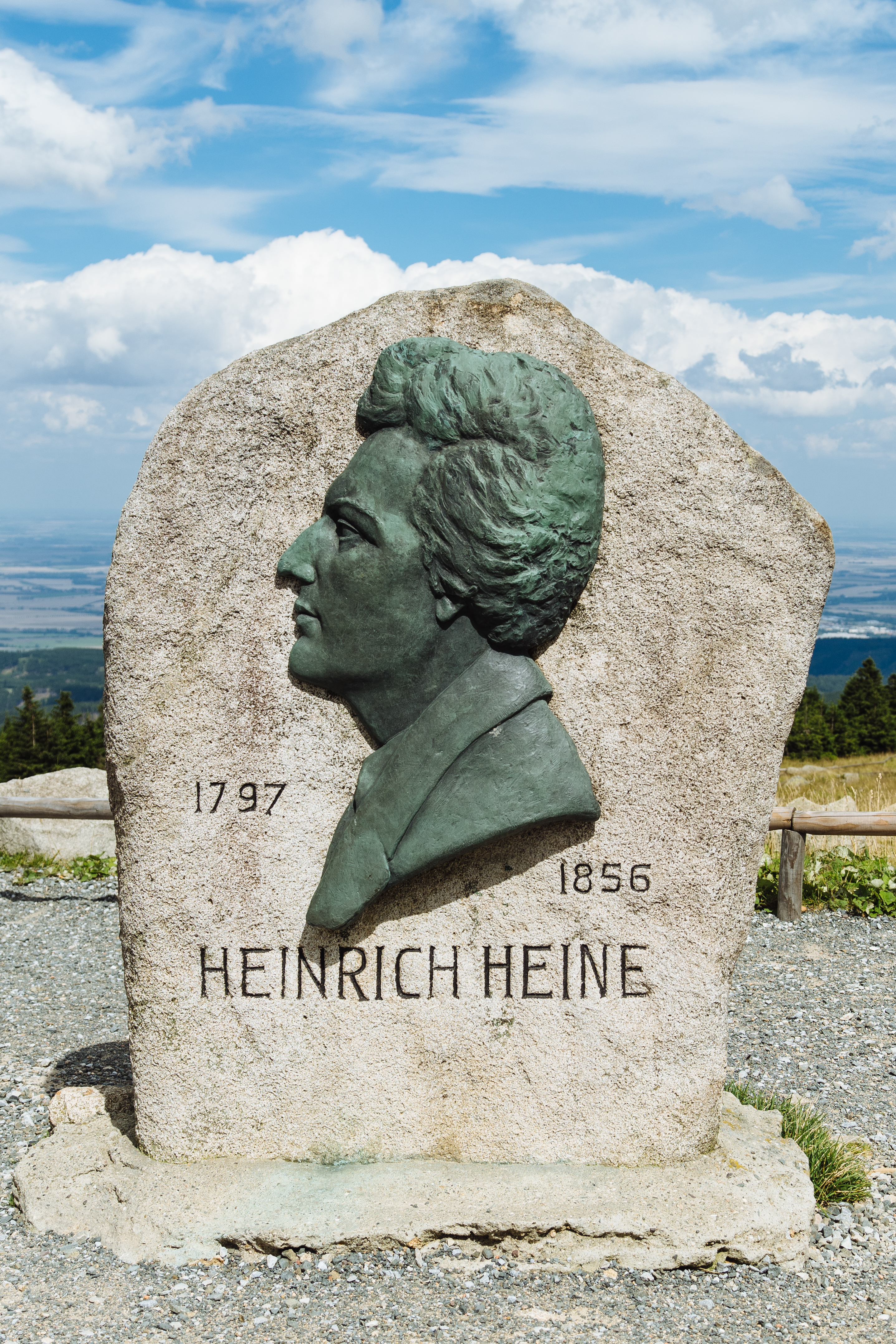
Monument al mont Brocken, Alemanya
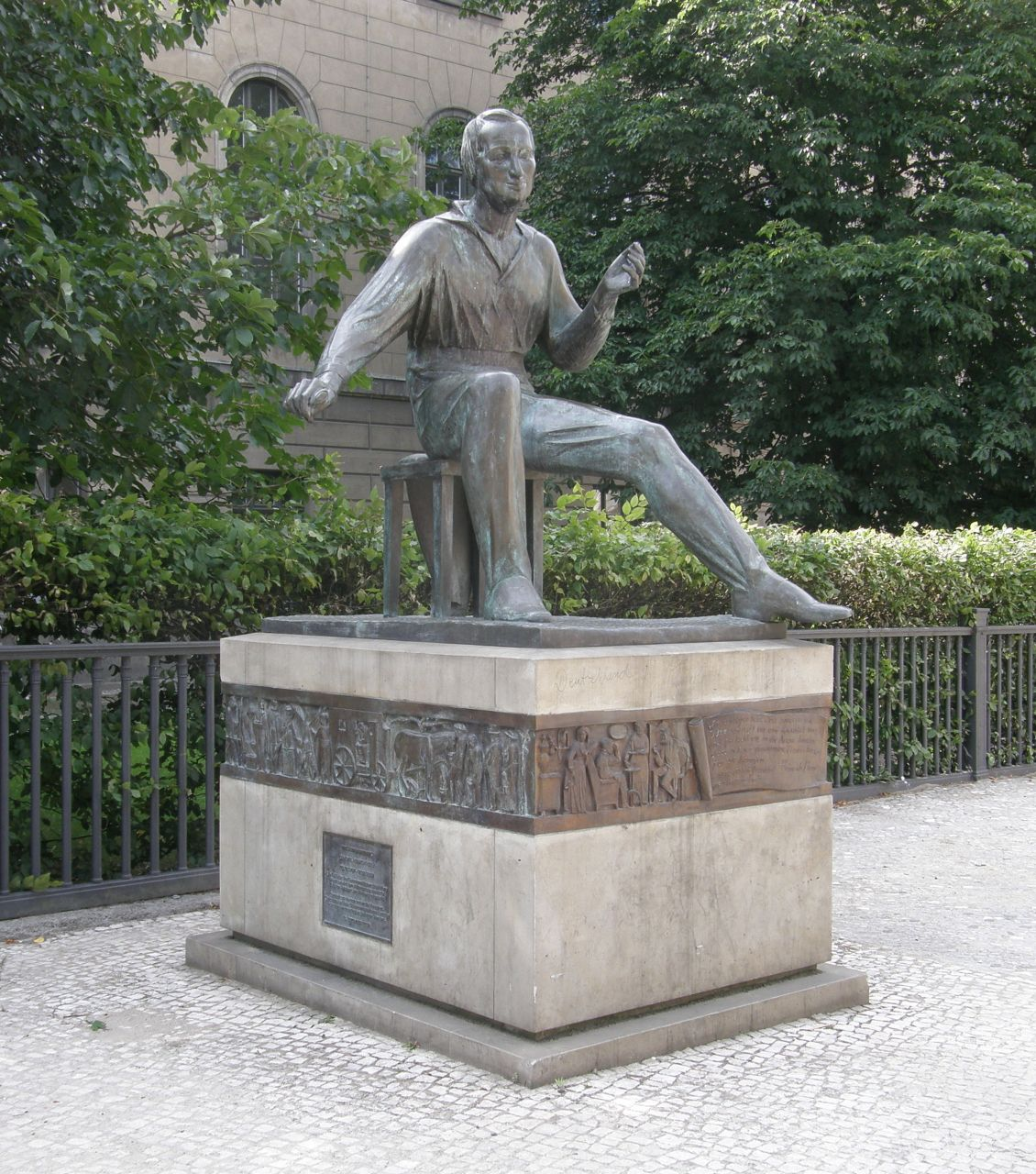
Monument a Heine a Berlín
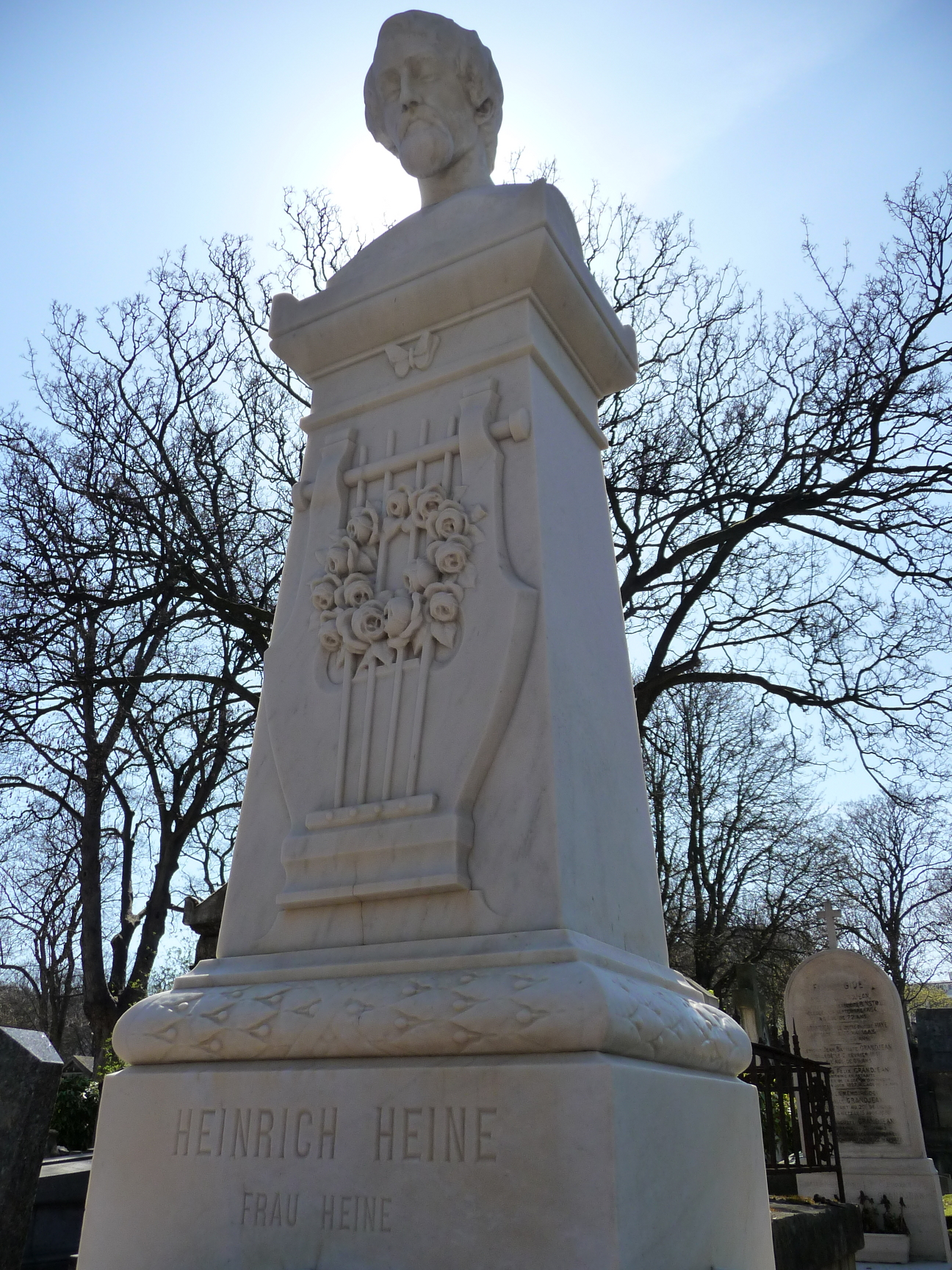
El bust d'Heine a la seva tomba a Montmartre, París
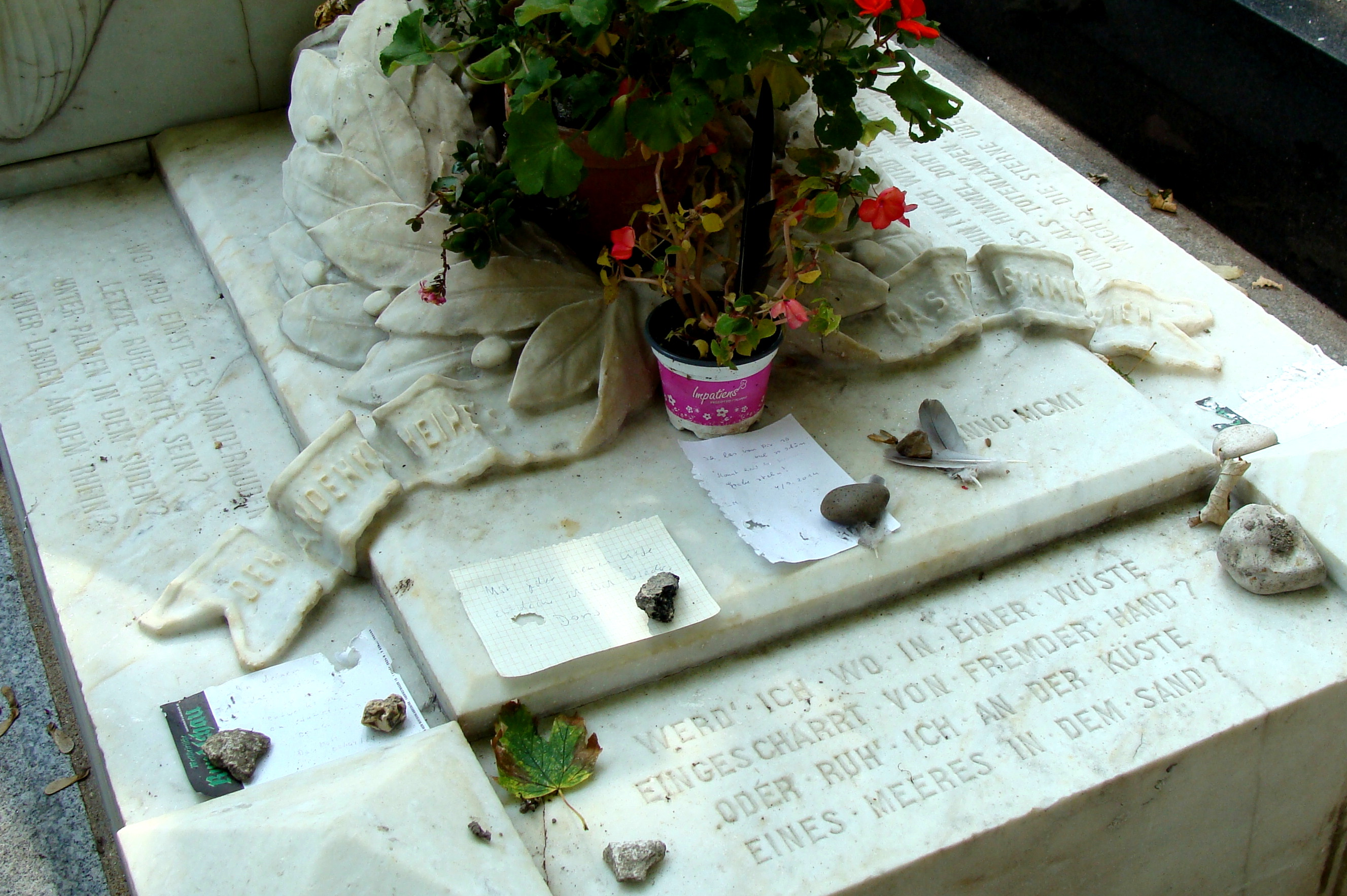
El poema On? (Wo?) a la tomba d'Heine
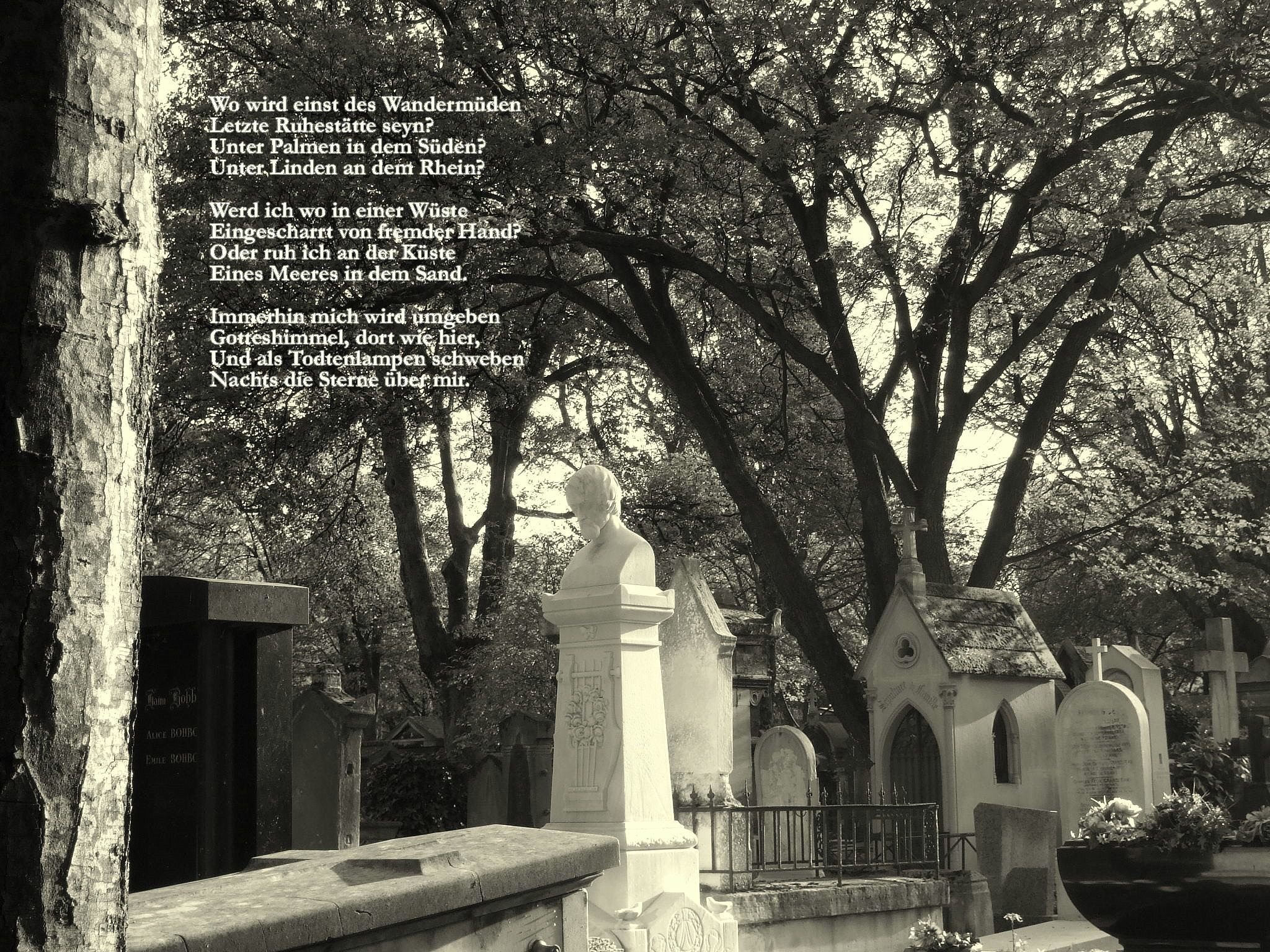
Tomba i poema "Wo?"
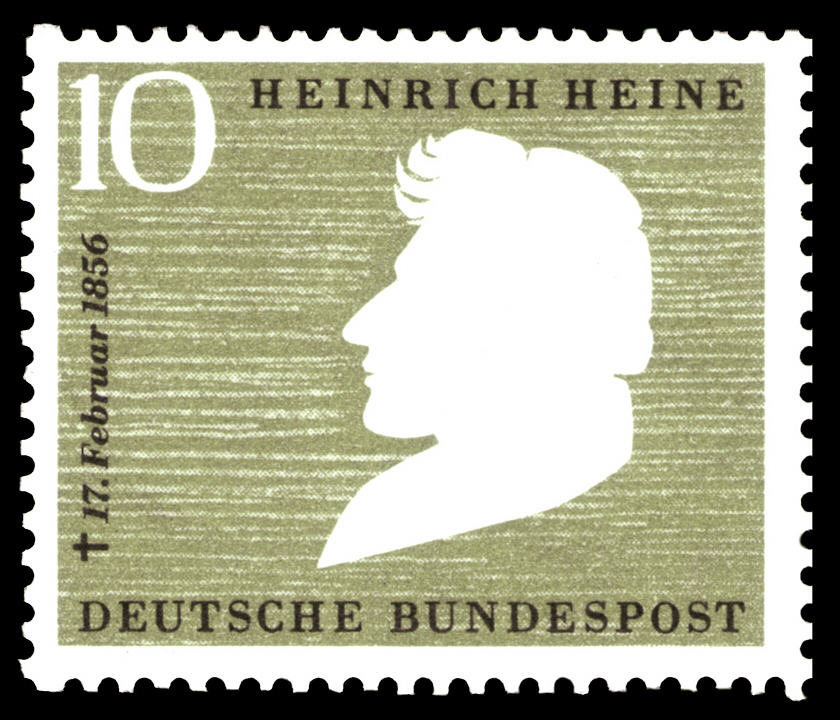
Segell alemany de 1956 que commemora el 100è aniversari de la mort de Heine
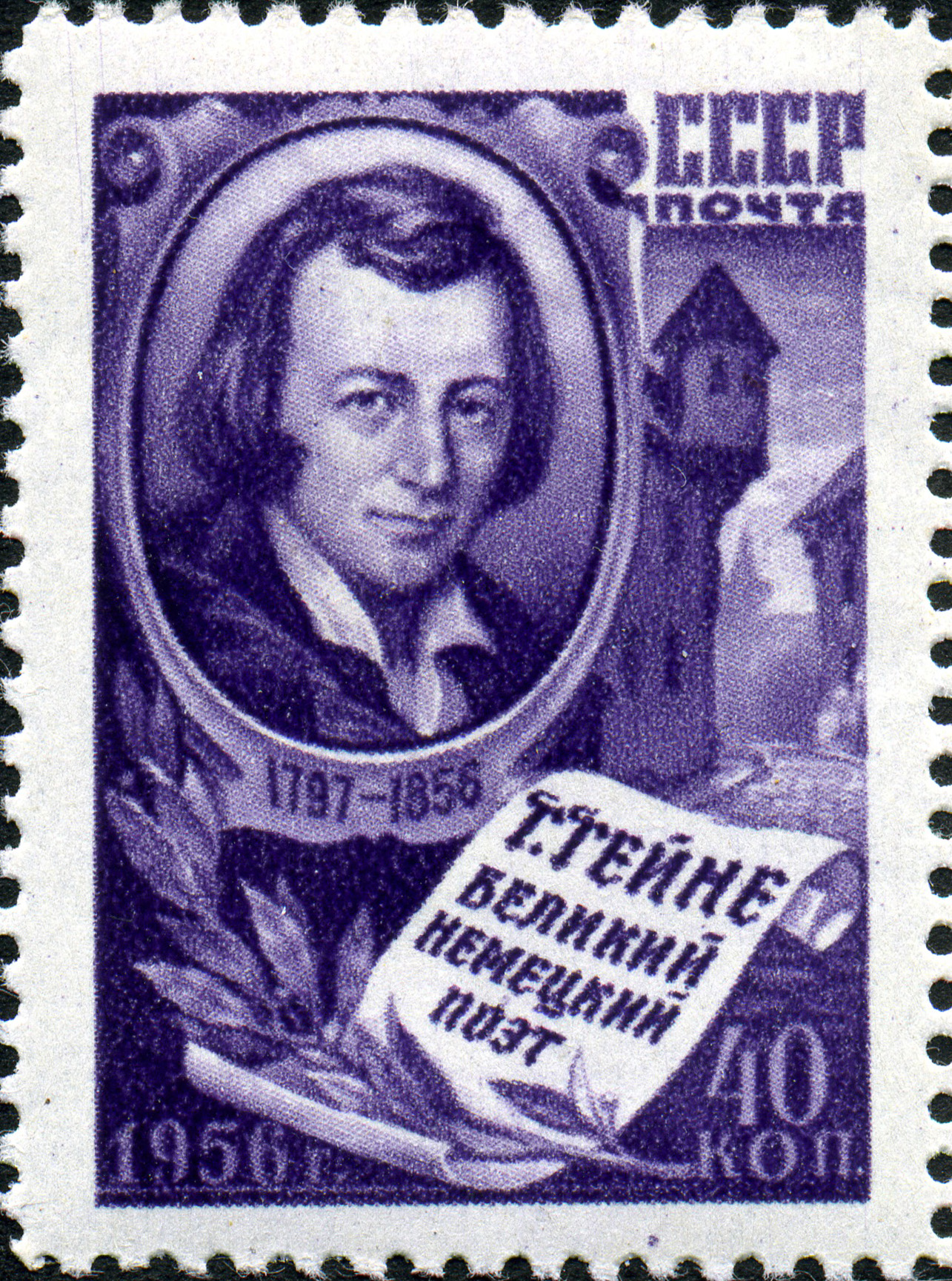
Segell soviètic de 1956 que commemora el 100è aniversari de la mort d'Heine
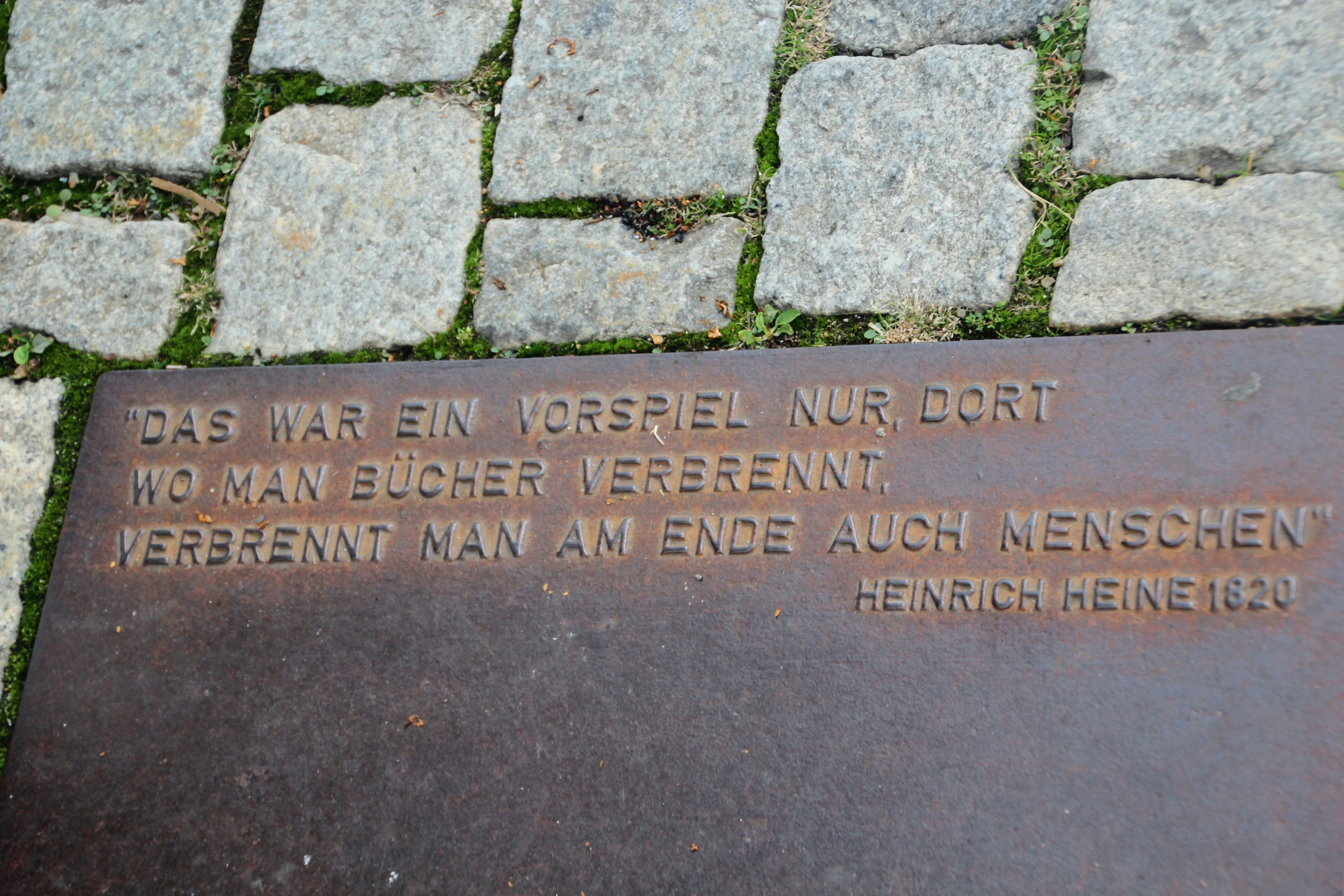
Placa al memorial de la crema de llibres nazi a Bebelplatz a Berlín, Alemanya, amb una cita de l'obra de teatre de Heine Almansor
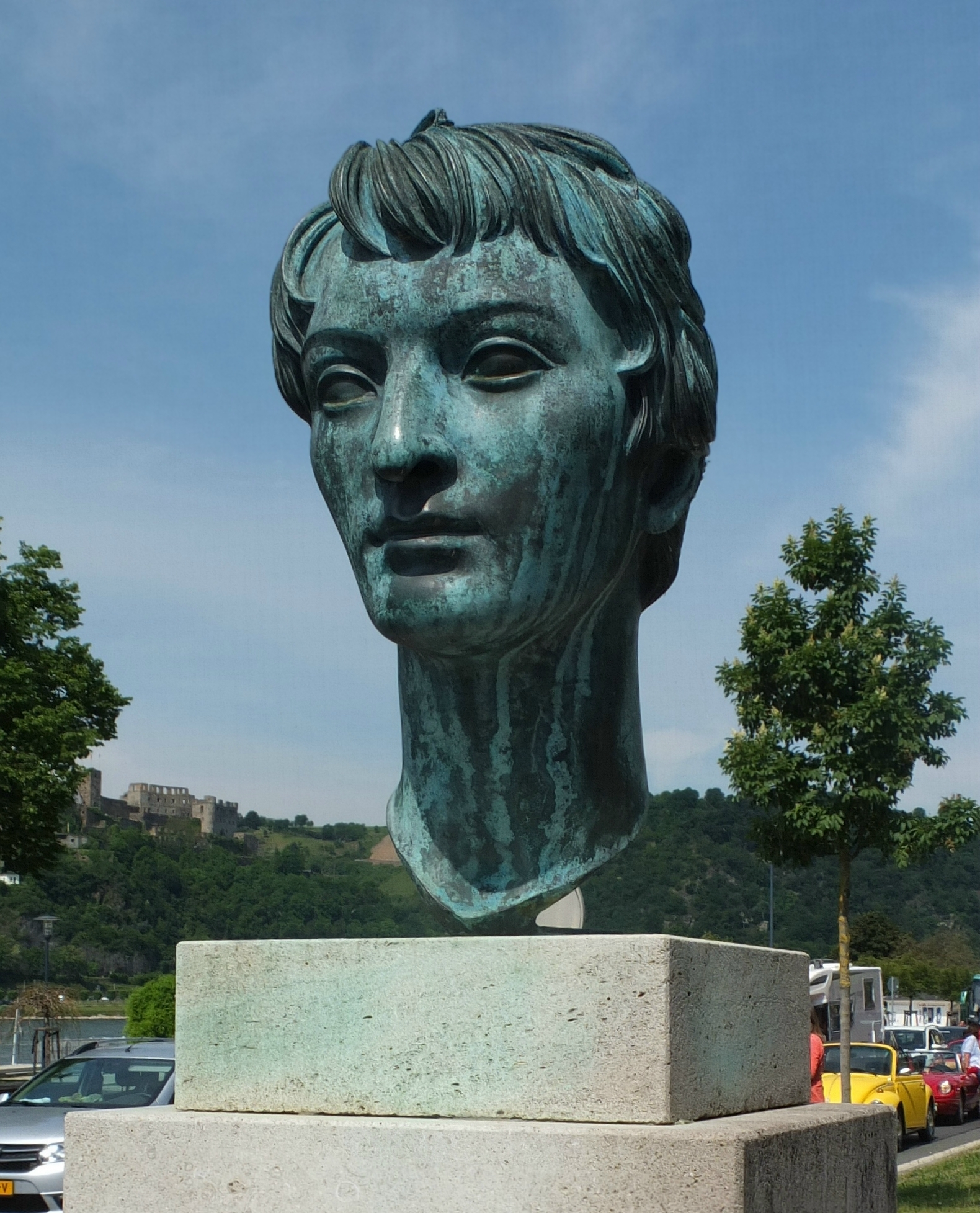
Bust de Heinrich Heine, Sankt Goarshausen als peus de la roca de Lorelei
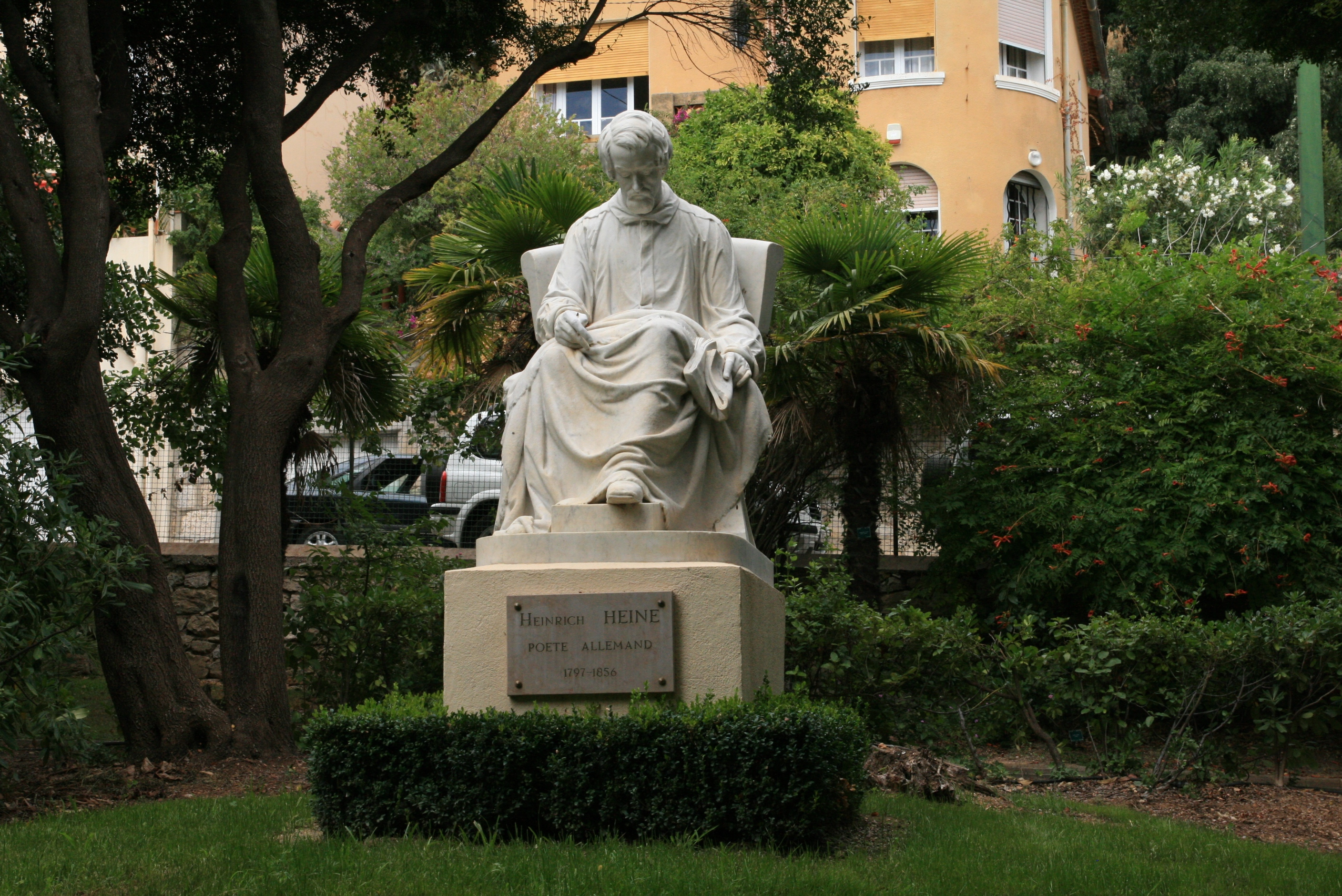
Estàtua de Heine a Toló; encarregat per Elisabeth de Baviera per a Achilleion, va ser eliminat per Guillem II de Prússia